# ۷ (پیش از میلاد)
۷ (پیش از میلاد) هفتمین سال قبل از تقویم میلادی است.